# La lucha heroica
La lucha heroica (en alemán: Robert Koch, der Bekämpfer des Todes) es una película alemana dirigida por Hans Steinhoff y estrenada en 1939. Esta película se presenta como un simple largometraje biográfico sobre el famoso biólogo Robert Koch, reconocido por su descubrimiento del bacilo de la tuberculosis. Sin embargo, en realidad, se trata de una película nazi que explota la biografía de Koch con fines propagandísticos para glorificar la medicina "nacional" y presentar al médico alemán como un médico superior y un triunfador.

## Argumento
La historia se centra en un joven médico de campo, el Dr. Robert Koch, quien está profundamente entristecido por la epidemia de tuberculosis que asola a muchos niños en su región. Casi uno de cada cuatro niños se ve afectado por esta enfermedad insidiosa, y los padres se ven obligados a cuidar de sus hijos enfermos. Durante años, Koch busca activamente el agente infeccioso de la tuberculosis.
Su trabajo despierta celos y siembra la discordia entre sus colegas. Es considerado por muchos  como un "charlatán" y "impostor" porque sus hipótesis parecen erróneas. Durante mucho tiempo, es ignorado y despreciado por la medicina oficial. Entre quienes critican a Robert Koch se encuentran académicos cuya reputación se ha visto manchada, como el médico y político Rudolf Virchow. Este apoda a Koch "pequeño cazador de bacilos" por él.Este influyente miembro del parlamento se opone firmemente a la teoría de Koch, según la cual el bacilo es el agente responsable de la tuberculosis.
A pesar de los obstáculos que dificultan su trabajo, Koch persevera incansablemente. Un día, logra demostrar la veracidad de sus hipótesis. El Ministerio de Salud lo invita a continuar sus investigaciones en Berlín, proporcionándole los recursos financieros necesarios. Sin embargo, incluso después de su llegada a la capital, las hostilidades hacia él no cesan.

## Recepción
El rodaje de esta película se extendió desde marzo de 1939 hasta junio de 1939, y se inspiró en la novela Robert Koch, Roman eines großen Lebens ("Robert Koch, la novela de una gran vida") escrita por Hellmuth Unger.
La película marca la primera colaboración en una película sonora de dos grandes estrellas del cine de la década de 1920, Emil Jannings y Werner Krauss.
La Cámara de la Cultura del Reich expresó gran entusiasmo por la película, que incluso recibió el Gran Premio en la Bienal de Venecia de 1939. La película tuvo un éxito considerable, pero lamentablemente se vio interrumpida debido a la invasión de Polonia el 1 de septiembre de 1939.
En el estreno de la película en París el 21 de noviembre de 1940, estuvieron presentes directores de renombre como Marcel L'Herbier, Marcel Carné, Georges Lacombe, Henri Decoin, Serge de Poligny, Léo Joannon y Christian-Jaque.

## Ficha técnica
- Título: La lucha heroica
- Título original: Robert Koch, der Bekämpfer des Todes
- Dirección: Hans Steinhoff y Rudolf Hilberg
- Guion: C.H. Diller, Walter Wassermann
- Música: Wolfgang Zeller
- Dirección artística: Emil Hasler, Fritz Lück, Heinrich Weidemann
- Vestuario: Arno Richter
- Fotografía: Fritz Arno Wagner
- Montaje: Martha Dübber
- Producción: Emil Jannings
- Compañía productora: Tobis Film
- Compañía de distribución: Tobis Film
- País: Alemania
- Idioma: alemán
- Formato: Blanco y negro - 1,37:1 - Mono - 35 mm
- Género: Biografía, Propaganda
- Duración: 113 minutos
- Estreno:

- Alemania: 26 de septiembre de 1939.
- Hungría: 20 de octubre de 1939.
- Países Bajos: 27 de octubre de 1939.
- Estados Unidos: 24 de noviembre de 1939.
- Dinamarca: 6 de enero de 1940.
- Finlandia: 6 de octubre de 1940.
- Francia: 21 de noviembre de 1940.
- Portugal: 13 de noviembre de 1941.

## Reparto
- Emil Jannings: Dr. Robert Koch
- Werner Krauss: Dr. Rudolf Virchow
- Viktoria von Ballasko: Hermana Else
- Raimund Schelcher: Dr. Fritz von Hartwig, el asistente de Koch
- Theodor Loos: Dr. Georg Gaffky
- Otto Graf: Dr. Friedrich Loeffler
- Hildegard Grethe: Emmy Koch
- Peter Elsholtz: Dr. Karl Wetzel, el secretario de Virchow
- Josef Sieber: el guarda forestal Göhrke
- Hilde Körber: Sra. Göhrke
- Bernhard Minetti: el portavoz del curandero
- Paul Bildt: Baron von Kossin, el parlamentario
- Elisabeth Flickenschildt: su esposa
- Paul Dahlke: un profesor
- Rolf Prasch: el emperador Guillermo I de Alemania
- Paul Otto: el concejal von Hartwig
- Rudolf Klein-Rogge: el contable
- Walter Werner: Stübecke, un miembro del consejo
- Jakob Tiedtke: Michalke, un miembro del consejo
- Friedrich Otto Fischer: Otto von Bismarck
- Karl Haubenreißer: el director de la caridad
- Eduard von Winterstein: Prof. Ernst von Bergmann
- Lucie Höflich: Sra. Paul, une patiente de Koch
- Bernhard Goetzke: Neschmann, una paciente de Koch
- Gertrud Wolle: la criada
- Karl Hannemann: el pastor
- Karl Platen: Sr. Kruhlke
- Leopold von Ledebur: un parlamentario
- Josef Reithofer: primer asistente médico de Virchow
- Werner Pledath: investigador del instituto de patología
- Franz Stein: investigador del instituto de patología
- Klaus Pohl: investigador del instituto de patología
- Paul Rehkopf: investigador del instituto de patología
- Robert Forsch: investigador del instituto de patología
- Hubert von Meyerinck: un Fähnrich (rango)
- Werner Schott: un médico
- Ernst Dernburg: miembro de la facultad de Berlín
- Erich Dunskus: miembro de la facultad de Berlín
- Carl Jönsson: miembro de la facultad de Berlín
- Willy Kaiser-Heyl: miembro de la facultad de Berlín
- Philipp Manning: miembro de la facultad de Berlín
- Egon Vogel: miembro de la facultad de Berlín